# Danalia inopinata
Danalia inopinata är en kräftdjursart som beskrevs av Radovan Harant 1925. Danalia inopinata ingår i släktet Danalia och familjen Cryptoniscidae.
Artens utbredningsområde är havet utanför Frankrike. Inga underarter finns listade i Catalogue of Life.